# كاتارينا ستيبانوفيتش
كاتارينا ستيبانوفيتش مواليد 15 يناير 1985 في أراندجيلوفاتس، صربيا، هي لاعبة كرة يد صربية تلعب كظهير أيسر. تلعب حاليا مع نادي رادنيتشكي كراغوييفاتس لكرة اليد وتحمل الرقم 6. حققت المركز الأول في ألعاب البحر الأبيض المتوسط 2013.

## سجل المنافسة
شاركت في البطولات التالية:
- بطولة أوروبا لكرة اليد للسيدات 2014

## الميداليات
| الميدالية | المسابقة                        |
| --------- | ------------------------------- |
| ذهبية     | ألعاب البحر الأبيض المتوسط 2013 |

## روابط خارجية
- كاتارينا ستيبانوفيتش على موقع الاتحاد الأوروبي لكرة اليد (الإنجليزية)